# دانشگاه علوم و فنون زمینی امیرالمؤمنین

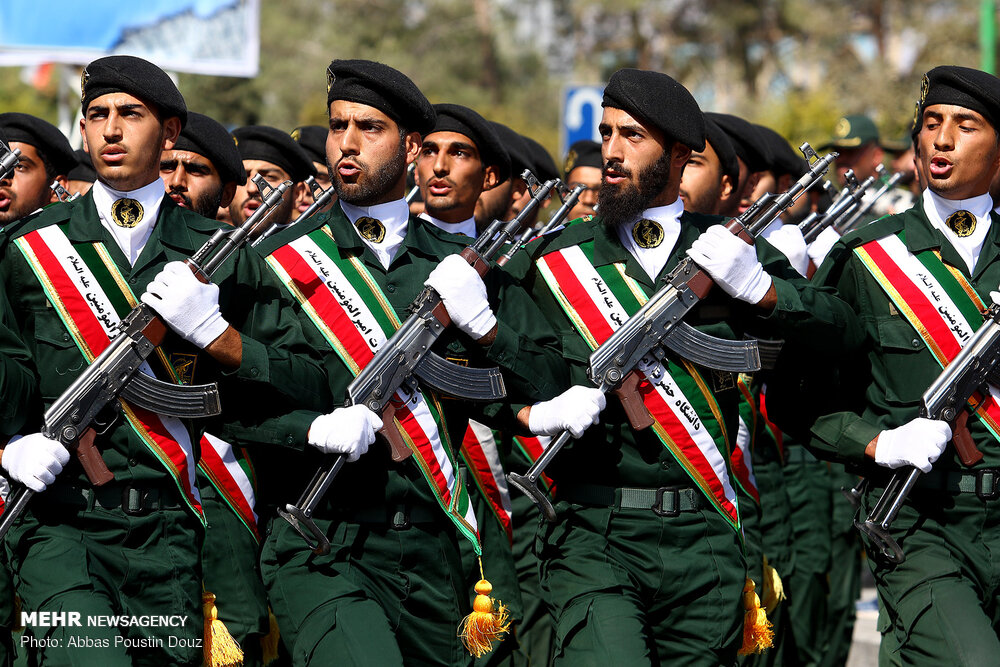
رژه دانشگاه زمینی امیرالمؤمنین به‌مناسبت سالگرد جنگ ایران و عراق در سال ۱۳۹۸، اصفهان

دانشگاه علوم و فنون زمینی امیرالمؤمنین دانشگاه افسری در رده زمینی وابسته به نیروی زمینی سپاه پاسداران انقلاب اسلامی است که در شهر اصفهان قرار دارد. این دانشگاه در سال ۱۳۸۵ توسط سپاه پاسداران تأسیس شد.

## پیشینه

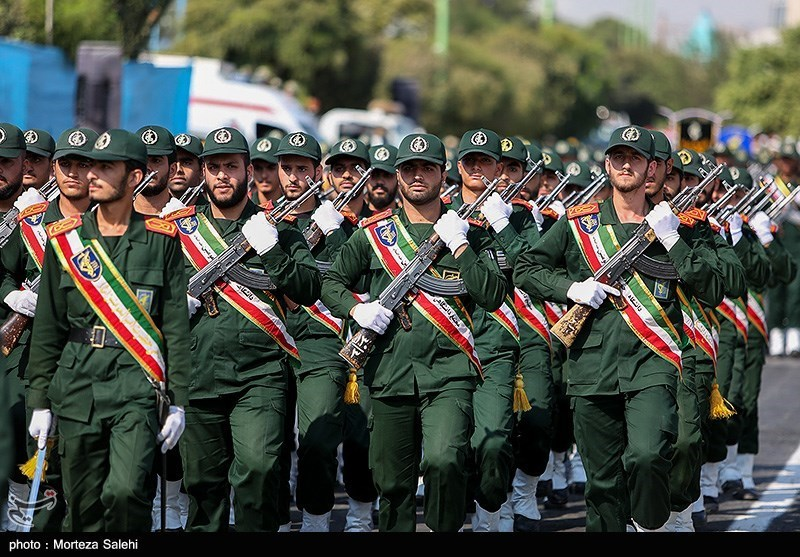
رژه دانشگاه زمینی امیرالمؤمنین، سالگرد جنگ ایران و عراق در سال ۱۴۰۱، اصفهان

دانشگاه علوم و فنون نظامی امیرالمؤمنین نیروی زمینی سپاه پاسداران انقلاب اسلامی سال ۱۳۸۵ به منظور ساماندهی آموزش‌های عالی مورد نیاز نیروی زمینی سپاه با تصویب ستاد کل نیروهای مسلح فعالیت خود را در اصفهان آغاز کرد. این مجتمع از افتتاح اولین دورهٔ دانشجویان دانشکدهٔ علوم و فنون پیاده، به استعداد ۳۶۰ نفر همزمان با راه‌اندازی این مجتمع، خبر داد. به منظور ساماندهی به آموزش‌های عالی مورد نیاز نیروی زمینی سپاه و با تصویب ستادکل نیروهای مسلح، طرح تجمیع دانشکده‌های پیاده، توپخانه و زرهی با راه‌اندازی مجتمع دانشگاهی امیرالمؤمنین نیروی زمینی سپاه پاسداران انقلاب اسلامی تهیه و ابلاغ شده‌است.

## دانشکده‌ها
این دانشگاه از دانشکده‌های پیاده، تکاوری، موشکی، توپخانه ، پدافند هوایی و مراکز آموزش نیروهای مخصوص، مهندسی رزمی و گروه معارف تشکیل شده‌است.

## سردوشی‌های دانشجویان

سردوشی دانشجوی سال اول
سردوشی دانشجوی سال دوم
سردوشی دانشجوی سال سوم
سردوشی دانشجوی سال چهارم